# Hamza Alić
Hamza Alić, född den 20 januari 1979, Srebrenica, Bosnien och Hercegovina är en bosnisk friidrottare som tävlar i kulstötning.
Alić blev tvåa i Inomhus-EM 2013. Han stötte 20.34 meter. Hans rekord är 21.07 meter och han stötte det i Podgorica 2006.